# 袁機

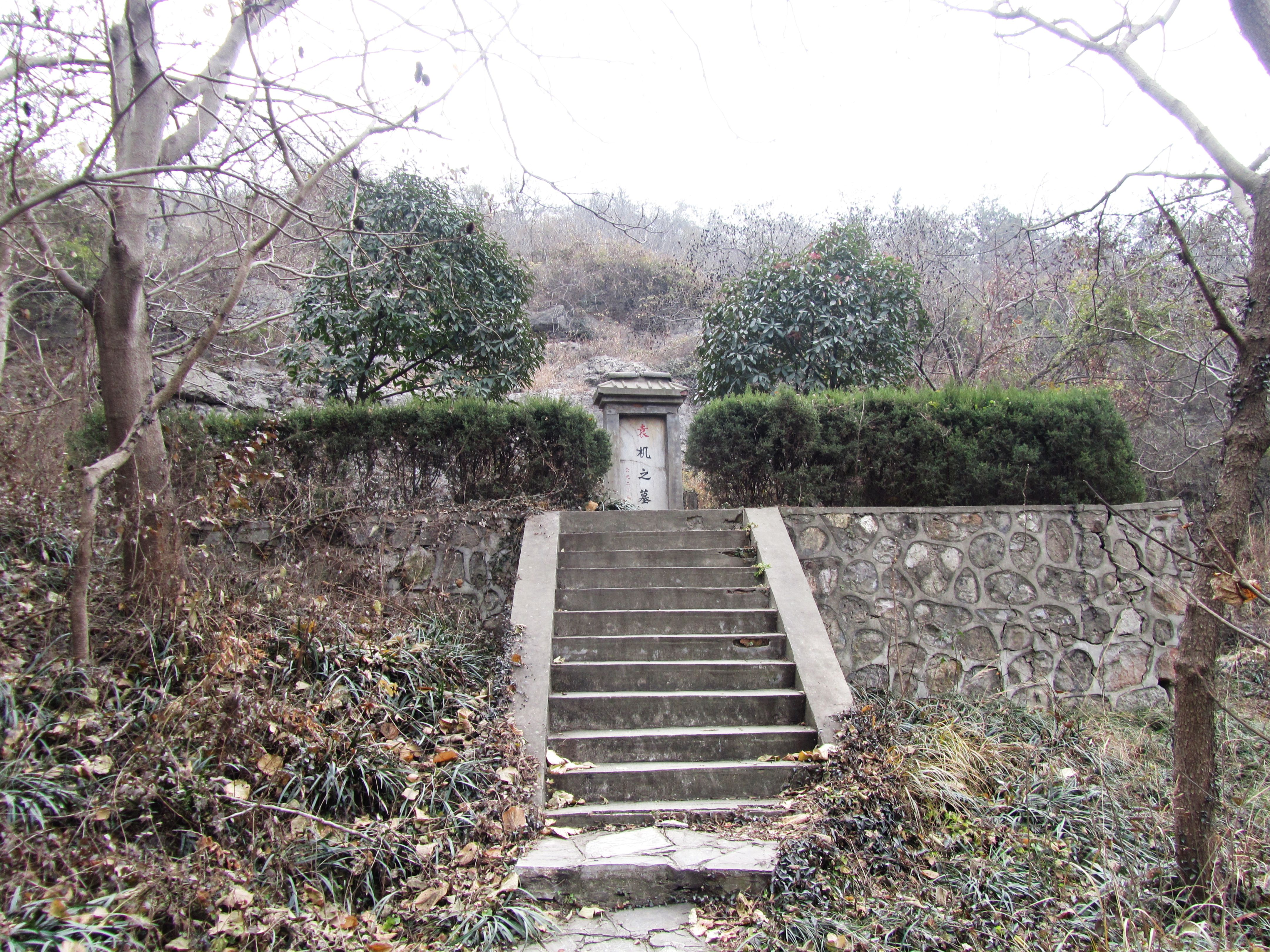
南京阳山袁机墓

袁機（1720年—1759年），字素文，別號青琳居士。中國浙江錢塘（今杭州市）人，祖籍浙江慈谿，清初文學家袁枚的三妹。

## 生平
康熙五十九年（1720年）生，袁機“端麗為女兄弟冠，幼好讀書”，幼與高八之子高繹祖訂婚，繹祖“渺小，偻而斜视”，性情暴躁，高八自知家門不幸，與袁家商量退親。袁機執意不可，言「夫婿有疾，我字（侍）之；死，我守之」。
乾隆九年（1744年）到如皋成婚，被虐待，袁父一狀告上衙门，將袁機領回杭州老家。
袁機從一而終，乾隆二十三年（1758年）高绎祖死，有《追悼》诗：“牉合三生幻，双飞一梦终”，乾隆二十四年十一月十三（格里曆1759年12月31日）辰時，病故於隨園。葬於金陵（今南京市）南門（瑤坊門）外的羊山湯家漥附近，緊鄰袁枚侍妾陶姬塚。旅居扬州的徽州棠樾盐商鲍志道慷慨捐助了丧事费用。
乾隆三十二年（1767年），袁枚寫有《祭妹文》，距素文之卒，已有八年之遙。
袁機著有《素文女子遺稿》，收於《袁家三妹合稿》，該合稿中亦錄有袁機妹袁杼所著《樓居小草》及袁機堂妹袁棠所著《繡餘遺稿》及《盈書閣遺稿》。
《如皋縣志》、《杭州府志》、《清史稿·列女傳》皆有袁機傳。